# Configuration Workgroup
Die Configuration Workgroup e. V. (CWG) ist eine internationale Benutzergruppe von Kunden und Partnern der SAP, die sich mit dem Thema Produktkonfiguration und seiner Implementierung in verschiedenen SAP-Lösungen beschäftigt. Rechtlich ist die CWG in Deutschland als e. V. registriert.
Die CWG ist eine wachsende Organisation mit etwa 2700 Mitgliedern aus etwa 500 Mitglieds- und 250 Partnerunternehmen (Stand Oktober 2014). Sie betreibt ein Portal mit Diskussionsforum, Präsentationen und ermöglicht den Austausch von Expertenwissen zum Thema Produktkonfiguration. Jedes Jahr treffen sich die CWG-Mitglieder zweimal: auf einer Frühjahrskonferenz in Europa und auf einer Herbstkonferenz in Nordamerika.